# Нижнереченский
Нижнереченский — хутор в Нехаевском районе Волгоградской области России, в составе Верхнереченского сельского поселения.
Население — 80 (2010).

## История
Хутора Нижне-, Средне- и Верхне-Реченские впервые обозначены на карте Шубрета 1826-1840 годов. Хутор входил в юрт станицы Луковской Хопёрского округа Области Войска Донского. В данных переписи 1859 году хутора Верхне-, Средне- и Нижне-Реченские учтены как единый населенный пункт, согласно переписи на хуторе Реченском проживало 258 душ мужского и 261 женского пола.
Согласно переписи 1873 года на хуторе Нижне-Реченском проживали 279 мужчин и 321 женщина, в хозяйствах жителей насчитывалось 292 лошади, 252 пары волов, 999 голов прочего рогатого скота и 2276 овец. Согласно переписи населения 1897 года на хуторе проживали 464 мужчины и 448 женщин. Большинство населения было неграмотным: грамотных мужчин — 157 (36,8 %), женщин — 19 (2,7 %).
Согласно алфавитному списку населённых мест Области Войска Донского 1915 года земельный надел хутора составлял 2928 десятин, проживало 520 мужчин и 545 женщин, имелись хуторское правление, церковь и церковно-приходская школа.
С 1928 года хутор в составе Нехаевского района Нижневолжского края (впоследствии — Сталинградского края, Сталинградской области, Балашовской области, Волгоградской области).

## География
Хутор расположен на реке Тишанке (правый приток Хопра), в пределах Калачской возвышенности, относящейся к Восточно-Европейской равнине, на высоте около 120 метров над уровнем моря. В районе хутора река Тишанка протекает в глубокой долине, склоны которой изрезаны балками и оврагами. В окрестностях хутора сохранились байрачные леса. Почвы — чернозёмы обыкновенные
Хутор расположен на реке Тишанке между хуторами Верхнереченский и Марковский. По автомобильным дорогам расстояние до районного центра станицы Нехаевской — 17 км, до областного центра города Волгограда — 380 км, до ближайшего города Калач Воронежской области — 49 км
Часовой пояс
Нижнереченский, как и вся Волгоградская область, находится в часовой зоне МСК (московское время). Смещение применяемого времени относительно UTC составляет +3:00.

## Население
Динамика численности населения по годам:
| 1873 | 1897 | 1915 | 1989 | 2002 |
| ---- | ---- | ---- | ---- | ---- |
| 600  | 912  | 1065 | ≈260 | 131  |

| 2010 |
| ---- |
| 80   |